# Жуль Бонваль
Жуль Бонваль (18 червня 1888 — ) — бельгійський вершник.
Бронзовий призер Олімпійських Ігор 1920 року в командному триборстві.